# Cantón de Lectoure
El cantón de Lectoure era una división administrativa francesa, que estaba situada en el departamento de Gers y la región de Mediodía-Pirineos.

## Composición
El cantón estaba formado por trece comunas:
- Berrac
- Castéra-Lectourois
- Lagarde
- Larroque-Engalin
- Lectoure
- Marsolan
- Mas-d'Auvignon
- Pergain-Taillac
- Pouy-Roquelaure
- Saint-Avit-Frandat
- Saint-Martin-de-Goyne
- Saint-Mézard
- Terraube

## Supresión del cantón de Lectoure
En aplicación del Decreto n.º 2014-254 de 26 de febrero de 2014, el cantón de Lectoure fue suprimido el 22 de marzo de 2015 y sus 13 comunas pasaron a formar parte del nuevo cantón de Lectoure-Lomagne.